# رایاهمایی

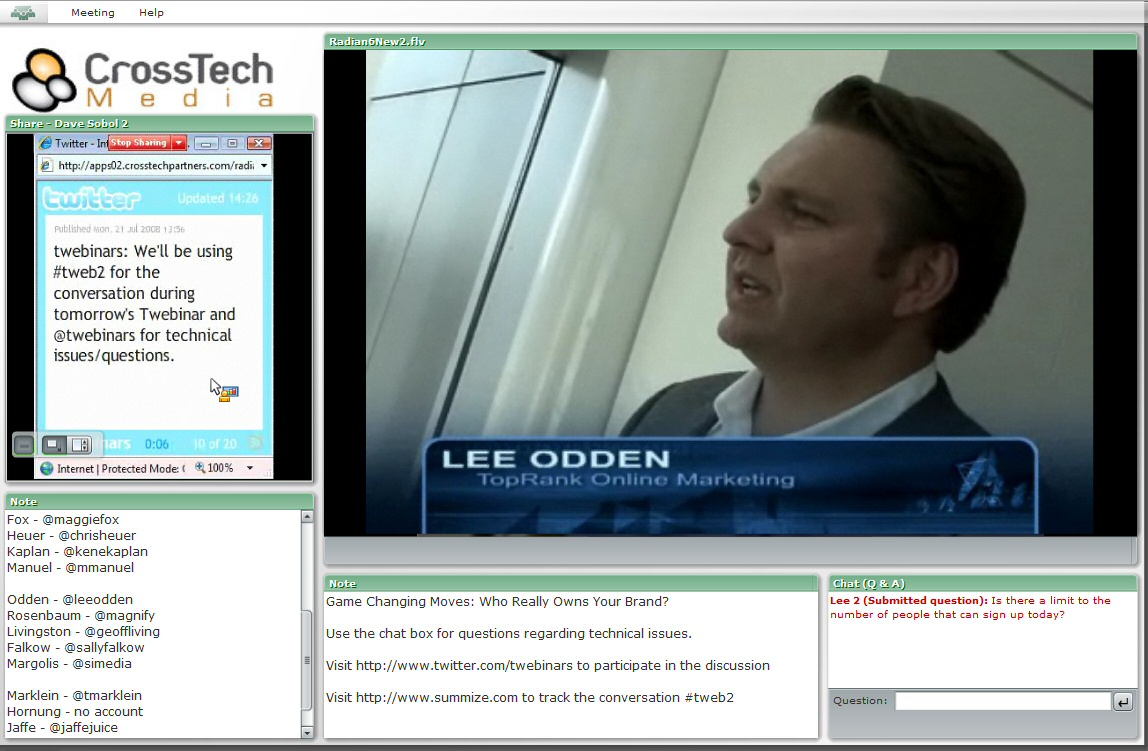
لی اودن

رایاهَمایی یا وبینار (به انگلیسی: Webinar) به هَمایشی گفته می‌شود که در فضای وب جهان‌گستر و به صورت مجازی برگزار گردد. تفاوت اساسی آن با وِبپَخش در آن است که در وِبپَخش امکان انتقال محتوا یک‌طرفه است، اما در رایاهَمایی امکان برقراری ارتباط میان سخنران و مخاطبان وجود دارد.
رایاهَمایی به صورت زنده برگزار می‌شود و زمان آغاز و پایان مشخصی دارد. در بسیاری از موارد سخنران از طریق صدا روی شیوه‌نامه اینترنت (وی‌اوآی‌پی) دیدگاه‌های شفاهی خود را روی آنچه بر صفحه نمایش قرار دارد بیان می‌کند. در برخی موارد (به‌ویژه در آغاز رایاهَمایی) از طریق یک گوشی جداگانه، پیام‌ها ارسال می‌شود. امروزه امکان ارتباط بیش از یک نفر از طریق وی‌اوآی‌پی به صورت همزمان وجود دارد و ارسال نظرات از طریق نوشتاری نیز ممکن است. همچنین می‌توان یک رایاهَمایی را از طریق اینترنت و خارج از زمان برگزاری بارگیری نمود. 
وبینار (رایاهَمایی) ترکیبی از دو مفهوم وب (در اینجا «رایانه») و سمینار (هم‌اَندیشی، در اینجا «هَمایش») است. رایاهمایی در واقع یک سامانه کامل ارتباطی صوتی و تصویری با   
امکانات پیشرفته، برای برقراری ارتباط بین استاد و دانشجویان می‌باشد. این سامانه به طور کامل تحت وب می‌باشد و نیاز به نصب برنامه خاصی نمی‌باشد. البته باید خاطرنشان کرد که برای استفاده از برخی نرم‌افزارهای برگزاری رایاهَمایی، لازم است که نرم‌افزاری را بارگیری و نصب کرد.
امروزه بسیاری از موسسات آموزشی و دانشگاه‌ها از رایاهَمایی برای برگزاری جلسات آموزشی و همچنین جلسات کاری مرتبط با فعالیت‌های خود استفاده می‌کنند. دانشگاه علوم پزشکی مشهد یکی از اولین دانشگاه‌هایی است که به میزان گسترده‌ای، جلسات آموزشی خود را با شهرهای این استان و همچنین وزارت متبوع، به صورت رایاهَمایی برگزار می‌کند.
یکی از بهترین سامانه‌های آزاد و متن‌باز برای برگزاری رایاهَمایی، نرم‌‌افزار بیگ بلو باتن (BigBlueButton) است که با ارائهٔ قابلیت‌های گسترده، امکان برگزاری هرگونه جلسهٔ برخط را فراهم می‌کند.
کانکت ادوبی (adobeconect) نیز یکی از نرم‌افزارهای انحصاری رایاهَمایی است که رواج دارد.  